# Oakland Acres
Oakland Acres és una població dels Estats Units a l'estat d'Iowa. Segons el cens del 2000 tenia 166 habitants.

## Demografia
Segons el cens del 2000, Oakland Acres tenia 166 habitants, 62 habitatges, i 47 famílies. La densitat de població era de 246,5 habitants/km².
Dels 62 habitatges en un 37,1% hi vivien nens de menys de 18 anys, en un 71% hi vivien parelles casades, en un 6,5% dones solteres, i en un 22,6% no eren unitats familiars. En el 19,4% dels habitatges hi vivien persones soles el 9,7% de les quals corresponia a persones de 65 anys o més que vivien soles. El nombre mitjà de persones vivint en cada habitatge era de 2,68 i el nombre mitjà de persones que vivien en cada família era de 3,13.
Per edats la població es repartia de la següent manera: un 28,9% tenia menys de 18 anys, un 4,8% entre 18 i 24, un 26,5% entre 25 i 44, un 29,5% de 45 a 60 i un 10,2% 65 anys o més.
L'edat mediana era de 40 anys. Per cada 100 dones de 18 o més anys hi havia 93,4 homes.
La renda mediana per habitatge era de 48.750 $ i la renda mediana per família de 52.188 $. Els homes tenien una renda mediana de 36.607 $ mentre que les dones 25.313 $. La renda per capita de la població era de 19.737 $. Entorn del 13,2% de les famílies i el 18% de la població estaven per davall del llindar de pobresa.

## Poblacions més properes
El següent diagrama mostra les poblacions més properes.